# Boisdon
Boisdon is een gemeente in het Franse departement Seine-et-Marne (regio Île-de-France) en telt 88 inwoners (2009). De plaats maakt deel uit van het arrondissement Provins.

## Geografie
De oppervlakte van Boisdon bedraagt 4,4 km², de bevolkingsdichtheid is dus 20 inwoners per km².
De onderstaande kaart toont de ligging van Boisdon met de belangrijkste infrastructuur en aangrenzende gemeenten.

## Demografie
Onderstaande figuur toont het verloop van het inwonertal (bron: INSEE-tellingen).